# أربنيوتش

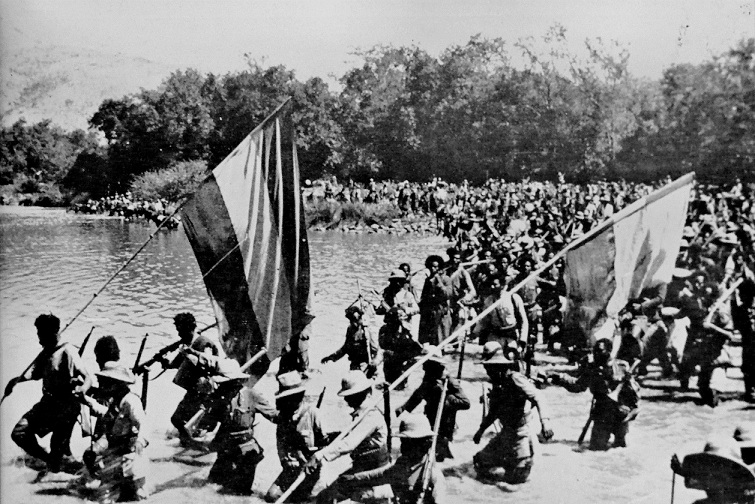
قوات الأربَنيُوتش تعبر نهر أومو، 1941.

الأربَنيُوتش (بالأمحرية: አርበኞች، ومعناها الوطنيون) هم مقاتلو المقاومة الإثيوبية في شرق أفريقيا الإيطالية من عام 1936 إلى عام 1941 م. لقد عُرفوا عند الإيطاليين باسم «شِفْتَا».

## الاسم
الأربَنيُوتش هو تعريب كلمة «አርበኞች» (آرْبَنْيُوتْشْ) الأمحرية، ومعناها الوطنيون. وهي جمع كلمة «አርበኛ» (آرْبَنْيَا).

## المنظمة

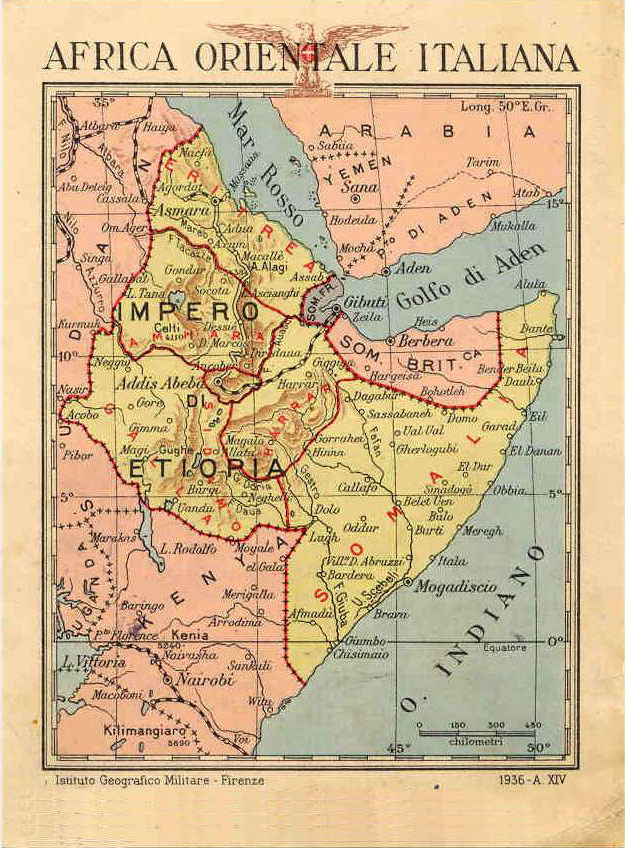
شرق أفريقيا الإيطالية، 1936

تمركزت حركة الوطنيين في الغالب في المناطق الريفية شيوا، وقوندر، وغوجام، مع أنها حصلت على دعم من جميع أنحاء إثيوبيا المحتلة. كما شارك فيها عدة مئات من الإريتريين. عملت الخلايا الصغيرة في أديس أبابا وبلدات أخرى، وعرفت باسم Wust Arbagna (المطلعين الداخليين). شاركت الأسود السوداء في الحركة. في عامي 1937 و1938، كان هناك ما يقدر بنحو 25 ألف من الوطنيين النشطين في إثيوبيا. تم تقدير متوسط نطاق مقاتلي المقاومة في عام 1938 ليشمل 400 إلى 500 عضو، اعتمادًا على الموسم الزراعي.

### المسيحيون
حصل الوطنيون على دعم شبه كامل من الكنيسة الأرثوذكسية الإثيوبية. كان غالبية المشاركين من المرتفعات المسيحية. كان المسلمون الإثيوبيون أقل مشاركة في الصراع الإيطالي الإثيوبي وأحيانًا اعتبروا المسيحيين أعداءهم مثل الإيطاليين. كانت العلاقات بين المجموعتين الدينيتين ضعيفة طوال فترة الاحتلال الإيطالي، وفي حالة واحدة هاجم مسلمو أورومو والوطنيين المنسحبين في مقاطعة ولو وقتلوهم.

### النساء
شارك عدد من النساء في الحركة الوطنية، اغتصب العديد من الجنود الإيطاليين العديد منهن. قاتلت النساء الإثيوبيات ضد الإيطاليين وتولت أدوارًا داعمة صارت ممكنة من خلال المجموعات النسائية المنظمة. نسقت الجمعية التطوعية للنساء الإثيوبيات، التي تأسست عام 1937، عمل أعضائها ضد الإيطاليين، حيث حارب الكثير من أعضائها إلى جانب الوطنيين. ساعدت منظمة أخرى، هي الاتحاد الوطني للمرأة الإثيوبية، القوات الوطنية النظامية بشكل مباشر. ولكونهن متآمرات مع منظمة الوطنيين في الداخل، فقد زوّدن أعضاء المقاومة بالأغذية والأدوية والملابس والأسلحة والذخيرة والاستخبارات. خلال تحرير إثيوبيا، حملت العديد من نساء الاتحاد السلاح. تصرفت آخريات كحراس، أو نظفن الأسلحة في ساحة المعركة أو إدارن مراكز الإسعافات الأولية.

## التاريخ

### الغزو الإيطالي

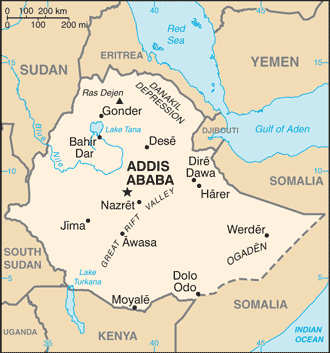
خريطة إثيوبيا

بعد شهرين من الحرب الإيطالية الإثيوبية الثانية، أمر وزير الحرب الإثيوبي مولوغيتا إيجازو في 9 ديسمبر 1935 جميع الزعماء في الشمال «بمقاومة وطنية ضد الإيطاليين لسلبهم استقلال إثيوبيا». ظهرت حركة الوطنيين فقط في ربيع عام 1936 بعد معركة مايشيو في منطقة تيغراي حيث لجأت القوات المتناثرة التابعة لجيش الإمبراطورية الإثيوبية إلى تكتيكات حرب العصابات ضد قوات الاحتلال. انضم مدنيون محليون وعملوا بشكل مستقل بالقرب من منازلهم. شملت الأنشطة المبكرة سرقة مواد حربية، ودحرجة الصخور من المنحدرات عند مرور القوافل، وخطف السعاة، وقطع خطوط الهاتف، وإضرام النار في المكاتب الإدارية ومقالب الذخيرة والوقود، وقتل المتعاونين.
مع زيادة الاضطراب، اضطر الإيطاليون إلى نشر المزيد من القوات في تيغري، بعيدًا عن الحملة جنوبًا. بدأ الإيطاليون يشيرون إلى الوطنيين على أنهم شيفتا، والتي تترجم تقريبًا من الأمهرية إلى الإنجليزية على أنها «قطاع طرق»؛ كما أن الكلمة لها دلالة على «الشخص الذي يثور ضد سلطة ظالمة» وقد استعاد العديد من مقاتلي الحرية التسمية وافتخروا باستخدامها. في 4 مايو، نصب الوطنيون بقيادة هايلي ماريام مامو كمينًا لعمود إيطالي في تشاتشا، بالقرب من ديبري بيرهان وقتلوا حوالي 170 عسكري وأسروا أربعة إيطاليين، تم إطلاق سراحهم فيما بعد. سقطت أديس أبابا أمام الإيطاليين المتقدمين في 5 مايو 1936 وانسحب الإثيوبيون إلى المناطق المجاورة لإعادة التجمع؛ ذهب أبي أريغاي إلى عنكير، وبالتشا سافو إلى منطقة جوراجي، وزيودو أسفاو إلى مولو، وبلاتا تاكالي وولدي هاواريات إلى ليمو والإخوة كاسا (أبرا، ووندسون، وأسفاوسن) إلى سيلالي. شن هايلي ماريام هجمات كر وفر حول العاصمة. فر الإمبراطور هيلا سيلاسي من البلاد بـ117 صندوقًا من سبائك الذهب التي تم استخدامها لتمويل بلاطه في المنفى وأنشطة الوطنيين.

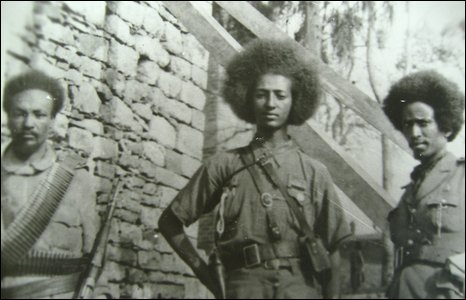
الوطنيون خلال فترة حرب العصابات. في المنتصف يوجد الجنرال الإثيوبي المستقبلي جاغما كيلو.

ترك الإمبراطور 10 آلاف جندي تحت قيادة أبرا كاسا مع أوامر بمواصلة المقاومة. في 21 يونيو، عقد كاسا اجتماعًا مع المطران أبون بتروس والعديد من قادة الوطنيين الآخرين في ديبري ليبانوس، حوالي 70 كيلومتر (43 ميل) شمال أديس أبابا. تم وضع الخطط لاقتحام أجزاء من العاصمة المحتلة، لكن نقص وسائل النقل والمعدات اللاسلكية جعل من المستحيل شن هجوم منسق. لم تكن الحكومة المخلوعة في غور قادرة على توفير أي قيادة ذات مغزى للوطنيين أو التشكيلات العسكرية المتبقية ولكن المقاومة المتفرقة قامت بها مجموعات مستقلة حول العاصمة. في ليلة 26 يونيو، دمر أعضاء منظمة الأسود السوداء ثلاث طائرات إيطالية في نقمتي وقتلوا 12 مسؤولًا إيطاليًا، بما في ذلك المارشال Vincenzo Magliocco [الإنجليزية]. كان الإيطاليون يأملون في كسب الدعم في المنطقة عن طريق إرسال الحزب لمفاوضة السكان المحليين. أمر نائب الملك في مستعمرة شرق أفريقيا الإيطالية التي تم إنشاؤها حديثًا، رودولفو غراتسياني، بتفجير البلدة انتقامًا لمقتل ماجليوكو (نائبه). لقد أجبرت ردود الفعل السلبية من السكان المحليين الوطنيين على المغادرة؛ سحب ديستا دامتيو، قائد فلول الجيش الإثيوبي، قواته إلى أربيجونا. ولكونهم محاطين بالقوات الإيطالية، فقد تراجعوا إلى بوتاجيرا، حيث هزموا في 19 فبراير 1937 في معركة غوجيتي. تشير التقديرات إلى مقتل ما مجموعه 4000 وطني في المعارك، تم إعدام 1600 منهم، بما في ذلك دامتيو.

### الاحتلال في إثيوبيا
بعد سقوط أديس أبابا، كانت المقاومة الإثيوبية محصورةً بشكل متزايد في الجبال وبدا لمعظم المراقبين أن السكان على استعداد لقبول الاحتلال والتعاون مع السلطات الإيطالية. كان سيلاسي قلقًا من أن مواطنيه سيتأقلمون مع الحكم الإيطالي. لكن الإجراءات القاسية نائب الملك غرازياني ضد الوطنيين والقمع العام الذي حدث خلال فترة ولايته قوض دعم المصالحة. تم تعيين الأمير أميديو، دوق أوستا من قبل موسوليني ليحل محل غرازياني في منصب نائب الملك في شرق أفريقيا الإيطالية. لقد كان أكثر انفتاحًا من سلفه ومناسبًا تمامًا لتشجيع تعاون الجمهور الإثيوبي، ولكن بحلول الوقت الذي تولى فيه مسؤولياته في 29 ديسمبر 1937، كان الرأي الإثيوبي قد توتر بسبب فكرة الهيمنة الإيطالية. ومع تدمير معظم الجيش الإثيوبي الأصلي، فقد تم إنشاء شبكة مقاومة جديدة في أمهرة من قبل الأرستقراطيين الذين فروا من الاضطهاد في أديس أبابا ورجال الدين الأرثوذكس الذين انزعجوا من الانفتاح الإيطالي على السكان المسلمين.
بدأ تمرد في سبتمبر 1937 في منطقة لاستا وقد هدد في غضون أيام قليلة الإدارة الإيطالية المتفاجئة في بيجمدر وغوجام. استولى الوطنيون المدججون بالسلاح على العديد من المساكن النائية ودمروا عدة مفارز عسكرية كاملة، كما قتلوا عددًا من الضباط الإيطاليين. وبعد التمرد، توقفت الصحافة الإيطالية عن نشر تقارير العمليات القتالية في إثيوبيا.
في يونيو 1938 حاصرت القوات الإيطالية عنكير والمرتفعات المحيطة بها في محاولة لإخماد المقاومة في المنطقة. كان هايلي ماريام القائد الوطني الوحيد الذي قرر محاولة تنفيذ انتفاضة، واعتدى برفقة 500 رجل على الإيطاليين في محاولة غير مجدية لخرق طوقهم. لقد أصيب بجروح قاتلة في 6 يونيو خلال اشتباك كبير في جرفو بمنطقة بولجا. وفي 2 ديسمبر 1940، داهمت قوة وطنية بقيادة أديك بيشا الحامية الإيطالية في أديس عالم. لقد قتلوا 78 جنديًا إيطاليًا وأستولوا على أكثر من 2000 بندقية، بالإضافة إلى العديد من القنابل اليدوية والمدفعية.

## روابط خارجية
- Berhe وAregawi يعيدان النظر في مقاومة إثيوبيا المحتلة إيطاليًا: حركة الوطنيين (1936-1941) وإعادة تعريف إثيوبيا بعد الحرب
- Berhe, Aregawi الروح ضد آلة الحرب: مقاومة وطنية للاحتلال الإيطالي لإثيوبيا (1936-1941) دكتوراه (27 فبراير 2015)